# Chrysochloa
Chrysochloa  Swallen é um género botânico pertencente à família Poaceae, subfamília Chloridoideae, tribo Cynodonteae.
São nativas da África.

## Sinônimo
- Bracteola Swallen (SUI)

## Espécies
- Chrysochloa annua C.E. Hubb.
- Chrysochloa caespitosa Clayton
- Chrysochloa hindsii C.E. Hubb.
- Chrysochloa hubbardiana Germain & Risopoulos
- Chrysochloa lucida (Swallen) Swallen
- Chrysochloa orientalis (C.E. Hubb.) Swallen
- Chrysochloa subaequigluma (Rendle) Swallen